# Lars-Ebbe Edström
Lars-Ebbe Edström (6 gennaio 1945) è un ex cestista svedese.

## Carriera
Con la Svezia ha disputato i Campionati europei del 1969.